# Депутаты областных маслихатов Казахстана VII созыва

## Западно-Казахстанская область
1. Агаев Анвар Агаяроглы
2. Ашигалиев Катауолла Миралиевич
3. Батпакулова Гульмира Аскаровна
4. Бахтиозин Фарид Наильевич
5. Бисенов Азамат Гимранович
6. Габдуллин Исетай Есетович
7. Галиметденова Дина Ерсейтовна
8. Джакибаев Мурат Урынбаевич
9. Енютин Иван Иванович
10. Ермеккалиев Алтынбек Серікқалиұлы
11. Ескендиров Сайран Темиргалиевич
12. Жаксыгалиев Жанабек Жанабаевич
13. Жарылгапов Серик Абдугалиевич
14. Измаганбетов Багдат Мадиевич
15. Илемесов Искаир Кафарович
16. Ирменов Камидолла Мутиголлаевич
17. Конысбаева Бибигул Тишановна
18. Мергалиев Аскар Серикович
19. Мырзахметова Әсел Кажиахметқызы
20. Мукаев Мурат Рахметович
21. Нурмуханов Ганимат Хайржанович
22. Салиева Алия Утемисовна
23. Сатбаев Нургазы
24. Сергалиев Нурлан Хабибуллович
25. Сундетова Сабира Омиргалиевна
26. Рубцов Аркадий Анатольевич
27. Тлемисов Турарбек Тлемисович
28. Турсынова Ляна Алексеевна
29. Утебалиева Шаттык Саматовна
30. Хасанов Ержан Кайыржанович
31. Шектебаев Тлек Ишбулатович[1]

## Карагандинская область[2]
1. Бексултанов Кудайберген
2. Бекбатыров Назарбек Жокенович
3. Ашимов Толеген Мукатаевич
4. Баранов Анатолий Владимирович
5. Аширова Мадина Сафарбековна
6. Ан Сергей Валентинович
7. Букенов Алтынторе Жангельдыевич
8. Амиров Есжан Сарманкулович
9. Дедов Денис Виталиевич
10. Дюсембаев Данияр Толеуович
11. Жумабеков Айбек Темирбаевич
12. Буранкулова Сания Нуртасовна
13. Жунусов Елдос Бахтыбаевич
14. Зорин Борис Викторович
15. Исаев Данияр Бауыржанович
16. Камали Жибек Камалиевна
17. Күлмағамбет Бейбіт Оспанұлы
18. Кокрекбаев Марлен Каримович
19. Махамбетов Амиран Маратович
20. Маликова Эльмира Амангельдыевна
21. Нургожин Тимур Маратович
22. Омурбеков Гали Алдабергенович
23. Ляпунов Андрей Васильевич
24. Райымбеков Тимур Кайратович
25. Рахимбергенов Нурлан Балтабаевич
26. Упабеков Адиль Есенович
27. Полтаренко Дмитрий Сергеевич
28. Шалабаева Зара Хамитовна
29. Платонова Марина Сергеевна

## Мангистауская область
1. Абилов Елубай Джакаевич
2. Аманиязова Мейрамкул Базарбаевна
3. Ахметов Берик Бахытжанович
4. Байдығұлова Балданай Мұфтыалиқызы
5. Бимырзаев Иса Ибрайымович
6. Битан Сәдуақас Дүзелбайұлы
7. Ворожейкин Сергей Юрьевич
8. Губашов Нажимеден Бактыгалиевич
9. Дербисов Калым Бисенович
10. Ескалиева Айгуль Зинелгабиевна
11. Ешманов Кийкбай Жакыпулы
12. Жолдыбаев Асылбек Турарович
13. Жусупов Бекмурат  Кыдырбаевич
14. Мағдатов Наурызбек Серікұлы
15. Матаев Жанбырбай Жанибекович
16. Мендыгалиева Людмила Идаятовна
17. Мұханбетқалиқызы Жұлдыз
18. Наурызова Ынташ Алдонгарқызы
19. Нугаева Зина Орысбаевна
20. Озгамбаев Куанышбай Омирзакович
21. Омир Жулдыз Олжаскызы
22. Салманов Ахмет Утегенович
23. Сапаров Акилбай Есболович
24. Себасов Марат Бакбергенович
25. Сәрсенбай Нұрпейіс Мизанбайұлы
26. Сүгірбай Аят Исатайұлы
27. Тасболатова Гулнара Беккалиевна
28. Тумышев Нури Лазарович
29. Урисбаев Аббат Жангирханович
30. Утеев Эсен Огланович
31. Утесбаева Римма Жилкибаевна
32. Шаңбаева Гүлмайса Қонаққызы[3]

## Павлодарская область[4]
1. Абдраманова  Света Сагындыковна
2. Аманжолов Булат Аменович
3. Абитова Айнур Сарсеновна
4. Абишев Кайрат Сансызбаевич
5. Аблезов Темирхан Карыбаевич
6. Айтжанова Динара Нуржановна
7. Айткенов Ернур Нурмуханович
8. Алсеитов Оспанбек Балтабаевич
9. Амантай Жаркынбек
10. Бегентаев Мейрам Мухаметрахимович
11. Даумова Раушан Жумабаевна
12. Джусупова Нагимаш Гарифоллаевна
13. Дяк Аурика Георгиевна
14. Жетыбаева Анар Ахметовна
15. Кайдарова Гульнара Шамаровна
16. Кымбатов Мурат Амангельдинович
17. Лепёхин Сергей Васильевич
18. Мусанап Мирхат Мадениетулы
19. Нурханова Гульмира Габдулхамитовна
20. Олжатай Гульмира
21. Оспанов Айнар Абузарович
22. Прокопьев Сергей Леонидович
23. Садвакасов Серик Тельманович
24. Смагулов Азамат Сапаргельдинович
25. Сатыбаев Фуат Сайдахметович
26. Соломкин Виталий Вячеславович
27. Терентьев Александр Алексеевич
28. Теренченко Илья Сергеевич
29. Уразбаев Сайлау Шаймарданович
30. Чидунчи Ирина Юрьевна
31. Шапуов Кайрат Каирбекович
32. Ярошенко Павел Иванович

## Нур-Султан[5]
1. Каналимов Ерлан Ермекулы — Секретарь маслихата города Нур-Султана
2. Абдыров Айтжан Мухамеджанович
3. Айтхожин Азамат Серикович
4. Ахметов Саламат Куатович
5. Байсеркина Динара Сатжановна
6. Батпенов Саят Нурланович
7. Дакенов Ерлан Ергазиевич
8. Джангунаков Бауржан Мухаметсафович
9. Джапарова Гульжамал Алькеновна
10. Дженалаева Салтанат Муканбетпанакызы
11. Джунусов Алмат Аскарович
12. Жандилдаев Бакдаулет Болатович
13. Кожахметов Талгат Тимкенович
14. Котырев Батыр Куанышевич
15. Купешов Нурлан Маратович
16. Макжанова Назгуль Сейткожиевна
17. Нарикбаев Талгат Максутович
18. Омурзаков Азамат Турсунбекович
19. Оразханов Нурдаулет Амантаевич
20. Орынбасаров Азамат Манасұлы
21. Разбекова-Тулеуханова Лязат Муратовна
22. Сатмагамбетов Габит Хакимович
23. Сегізбай Алмагүл Тлектесқызы
24. Сергеев Владислав Алексеевич
25. Смагулов Аскар Сайлаубекович
26. Сыдыков Ерлан Батташевич
27. Табулдина Алтыншаш Жумашевна
28. Тажимуратов Габит Калиевич
29. Тусупов Серик Туякович
30. Уразалина Динара Аманболовна
31. Шукшев Сергей Юрьевич

## г. Алматы
1. Абдумалик Жансая Даниярқызы
2. Абылқасымова Ақбөпе Бақытжанқызы
3. Авершин Константин Викторович
4. Ақанова Асия Айқанқызы
5. Әділханов Мұрат Әділханұлы
6. Байтасов Арманжан Мерекеұлы
7. Бекенова Гүлжан Мырзалықызы
8. Бискультанов Асқар Қуандықұлы
9. Бөлекбаева Райхан Чантықызы
10. Білісбеков Асқар Ерғалиұлы
11. Грачев Михаил Владимирович
12. Есматов Серік Аманжолұлы
13. Жампиисов Көпесбай Оразбайұлы
14. Жүдебаев Арман Әділханұлы
15. Зулеев Мұхтар Махамбетұлы
16. Ибрагимова Ляззат Еркенқызы
17. Ибраимов Ермахан Сағиұлы
18. Константинов Федор Алексеевич
19. Көбеева Алтынай Орманқалиқызы
20. Қабашев Асқат Рақымжанұлы
21. Қасымов Ерболат Болатұлы
22. Қодасбаев Алмат Тұрысбекұлы
23. Құдайберген Қайрат Құдайбергенұлы
24. Құрманбек Әсел
25. Нәбиев Әміржан Әміржанұлы
26. Өмірбаева Зәуреш Әбілғожақызы
27. Садықов Болат Нұрмырзаұлы
28. Сәрсенбай Қали Қошқарұлы
29. Талбидинов Есенгелді Зәкірханұлы
30. Тау Нұрымбек
31. Турабаев Қуаныш Ауесханұлы
32. Финогенов Максим Владимирович
33. Хасенов Махамбет Қабдулқайырұлы
34. Шапенов Алибек Төлегенұлы
35. Шардинов Шухрад Ахметжанович
36. Шимашева Рахат Сейдахметқызы
37. Шин Юрий Германович
38. Шоқанов Нұрсұлтан Нұрланұлы[6]